# Elmer Snowden
Elmer Snowden (* 9. Oktober 1900 in Baltimore, Maryland; † 14. Mai 1973 in Philadelphia, Pennsylvania) war ein US-amerikanischer Banjospieler, Bandleader und Musikunternehmer.
Er spielte einen swingenden Stil auf seinem Tenorbanjo. Er ist bekannt als der ursprüngliche Leiter der Washingtonians, die nach einem Streit mit Snowden sich Duke Ellington zum neuen Leiter wählten. In den 1920er Jahren managte er bis zu fünf Bands unter seinem Namen. Eine mit Bessie Smith aufgenommene Schallplatte aus dem Jahre 1925 war der Höhepunkt seiner Jazz-Karriere. In den frühen 60er Jahren nahm er mit Lonnie Johnson Langspielplatten auf und nahm 1967 an den Berliner Jazztagen teil.

## Diskographische Hinweise
- Harlem Banjo (OJC, 1960) mit Cliff Jackson, Tommy Bryant, Jimmy Crawford